# Контроль над розумом
«Контроль над розумом» (Control Factor) — американський науково-фантастичний фільм 2003 року, знятий компанією «SyFy». Режисер Нельсон МакКормік.

## Про фільм
Пересічний обиватель виявляє, що став мимовільною мішенню надсекретної таємної нелегальної чорної операції, зосередженої на контролі над розумом.
Опинившись у сюрреалістичній і дедалі небезпечнішій реальності, Ленс виявляє — ним маніпулює таємна організація, яка прагне контролювати думки і дії громадян.

## Знімались
| Актор           | Роль     |
| --------------- | -------- |
| Адам Болдвін    | Ленс     |
| Елізабет Берклі | Карен    |
| Тоні Тодд       | Реггі    |
| Конрад Данн     | Трілкіл  |
| Джон Невілл     | директор |
| Рауль Бханеджа  | Клерк    |
| Колм Магнер     | Дедді    |